# Yet Another Mailer
YAM (Yet Another Mailer) – program poczty elektronicznej przeznaczony dla systemów AmigaOS, AROS i MorphOS, korzystający z interfejsu MUI. Zawiera m.in. obsługę SSL, filtrów, PGP oraz nieograniczonej liczby kont POP3. Program powstał w 1995 roku, jego pomysłodawcą i twórcą jest Marcel Beck.